# Filles de Saint Camille
Les Filles de Saint Camille (en latin : Congregatio Filiarum Sancti Camilli) sont une congrégation religieuse féminine hospitalière de droit pontifical.

## Historique
Le 12 février 1891, l'ordre des Clercs réguliers pour les malades confie au Père Louis Tezza (1841-1923) la tâche de fonder une congrégation féminine qui serait le pendant des camilliens. Pour la réalisation du projet, Tezza profite de la collaboration de Joséphine Vannini (1859-1911). Le 2 février 1892, le Père Tezza remet aux trois postulantes le scapulaire du Tiers-Ordre camilliens lors d'une cérémonie se déroulant dans l'ancienne cellule de saint Camille de Lellis, transformée en chapelle, dans l'église sainte Marie Madeleine.
Le 21 juin 1909, le cardinal-vicaire Pietro Respighi reconnaît la congrégation comme institut de droit diocésain,  approuve ses constitutions religieuses et nomme Vannini première supérieure générale ; l'institut reçoit le décret de louange le 25 février 1922 et définitivement approuvé par le Saint-Siège le 17 juin 1931.

## Activités et diffusion
Les Filles de Saint Camille se consacrent aux soins des malades et à la gestion de diverses institutions socio-sanitaires (hôpitaux, cliniques, maison de retraite, léproserie) et d'écoles d'infirmières.
Elles sont présentes en :
- Europe : Allemagne, Espagne, Géorgie, Hongrie, Italie, Pologne, Portugal.
- Amérique : Argentine, Brésil, Chili, Colombie, Mexique, Pérou.
- Afrique : Bénin, Burkina Faso, Côte d'Ivoire.
- Asie : Inde, Philippines, Sri Lanka.

La maison généralice est à Grottaferrata.
En 2017, la congrégation comptait 821 sœurs dans 76 maisons.